# دیدارهای فوتبال ایران و مکزیک
تیم ملی ایران و تیم ملی مکزیک تاکنون ۴ بار در مقابل یکدیگر قرار گرفته‌اند. حاصل این بازیها، ۳ برد برای تیم ملی مکزیک و یک مساوی بوده‌است
در این بازیها جمعاً ۱۳ گل به ثمر رسیده‌است که ۳ گل سهم تیم ملی ایران و ۱۰ گل سهم تیم ملی مکزیک می‌باشد
این دو تیم هم در مسابقات فوتبال المپیک و هم در مسابقات جام جهانی فوتبال با یکدیگر رو در رو شده‌اند

## اولین بازی
اولین بازی بین این دو تیم در تاریخ ۲۱ مهر ۱۳۴۳ در مسابقات فوتبال المپیک ۱۹۶۴ در توکیو برگزار شده‌است که با تساوی یک بر یک به پایان رسیده‌است

## بهترین برد
تیم ملی ایران که تا به جال بردی در برابر تیم ملی مکزیک کسب نکرده‌است و بهترین برد تیم ملی مکزیک در این بازیها کسب نتیجه ۴ بر ۰ می‌باشد که در بازی دوستانه سال ۱۳۸۶ برای این تیم حاصل شده‌است

## فاصله بین بردها
تیم ملی مکزیک تجربه کسب برد در سه بازی متوالی در برابر تیم ملی ایران را دارد

## بررسی کلی بازیها
| بردهای ایران | ۰ بازی |             | گل‌های ایران | ۳ گل                             |        | بازی‌های برگزار شده در ایران | ۰ بازی |
| مساوی        | ۱ بازی | گل‌های مکزیک | ۱۰ گل       | بازی‌های برگزار شده در کشور بی‌طرف | ۳ بازی |                             |        |
| بردهای مکزیک | ۳ بازی |             |             | بازی‌های برگزار شده در مکزیک      | ۱ بازی |                             |        |
| مجموع بازی‌ها | ۴ بازی | مجموع گل‌ها  | ۱۳ گل       | مجموع بازی‌ها                     | ۴ بازی |                             |        |

## عنوان بازیها
| #   | عنوان بازی       | تعداد بازی | برد ایران | برد مکزیک | مساوی |
| --- | ---------------- | ---------- | --------- | --------- | ----- |
| ۱   | بازی دوستانه     | ۲          | ۰         | ۲         | ۰     |
| ۲   | جام جهانی فوتبال | ۱          | ۰         | ۱         | ۰     |
| ۳   | بازیهای المپیک   | ۱          | ۰         | ۰         | ۱     |
| جمع | جمع              | ۴          | ۰         | ۳         | ۱     |

| عملکرد دو تیم در بازیهای رسمی | عملکرد دو تیم در بازیهای رسمی | عملکرد دو تیم در بازیهای رسمی | عملکرد دو تیم در بازیهای رسمی |
| ----------------------------- | ----------------------------- | ----------------------------- | ----------------------------- |
| بازی                          | برد ایران                     | برد مکزیک                     | مساوی                         |
| ۲ بازی                        | ۰ بازی                        | ۱ بازی                        | ۱ بازی                        |

## میزبان و میهمان
| بازیهایی که در ایران برگزار شده‌است       | بازیهایی که در ایران برگزار شده‌است | بازیهایی که در ایران برگزار شده‌است | بازیهایی که در ایران برگزار شده‌است |
| تیم                                      | برد                                | مساوی                              | باخت                               |
| ---------------------------------------- | ---------------------------------- | ---------------------------------- | ---------------------------------- |
| ایران                                    | ۰                                  | ۰                                  | ۰                                  |
| مکزیک                                    | ۰                                  | ۰                                  | ۰                                  |
| بازیهایی که در مکزیک برگزار شده‌است       |                                    |                                    |                                    |
| تیم                                      | برد                                | مساوی                              | باخت                               |
| ایران                                    | ۰                                  | ۰                                  | ۱                                  |
| مکزیک                                    | ۱                                  | ۰                                  | ۰                                  |
| بازیهایی که در کشوری بی‌طرف برگزار شده‌است |                                    |                                    |                                    |
| تیم                                      | برد                                | مساوی                              | باخت                               |
| ایران                                    | ۰                                  | ۱                                  | ۲                                  |
| مکزیک                                    | ۲                                  | ۱                                  | ۰                                  |

## فهرست کلی بازیها
| # | تاریخ      | نتیجه بازی      | ورزشگاه / شهر          | عنوان بازیها         | گلزنان                                                                         |
| - | ---------- | --------------- | ---------------------- | -------------------- | ------------------------------------------------------------------------------ |
| ۴ | ۱۳۸۶/۳/۱۲  | ایران ۰–۴ مکزیک | سن لوئیس پوتوسی، مکزیک | بازی دوستانه         | خارد بورگتی (۲) – جیم لوزانو (۲۷) – فرانسیسکو فانسکو (۸۱) – خراردو تورادو (۸۴) |
| ۳ | ۱۳۸۵/۳/۲۱  | ایران ۱–۳ مکزیک | نورنبرگ، آلمان         | جام جهانی ۲۰۰۶ آلمان | یحیی گل‌محمدی (۳۶) ** عمر براوو (۲۸ و ۷۶) – آنتونیو نیلسون (۷۹)                 |
| ۲ | ۱۳۷۸/۱۰/۱۹ | ایران ۱–۲ مکزیک | اوکلند، آمریکا         | بازی دوستانه         | علی دایی (۲۶-پ) ** لوئیس هرناندز (۳) – کواوتموک بلانکو (۱۸)                    |
| ۱ | ۱۳۴۳/۷/۲۱  | ایران ۱–۱ مکزیک | توکیو، ژاپن            | المپیک ۱۹۶۴          | کرمعلی نیرلو (۶-پ) ** گونزالس                                                  |

## گلزنان
کلا ۳ بازیکن با پیراهن تیم ملی ایران موفق به گشودن دروازه تیم ملی مکزیک شده‌اند.
۹ بازیکن از مکزیک هم موفق به گشودن دروازه تیم ملی ایران شده‌اند که عمر براوو با دو گلی که در بازی جام جهانی وارد دروازه ایران کرد بهترین گلزنی مکزیکی‌ها می‌باشد

### گلزنان ایران
- ۱ گل: یحیی گل‌محمدی – علی دایی

-  کرم نیرلو

### گلزنان مکزیک
- ۲ گل: عمر براوو
- ۱ گل: خراردو تورادو – فرانسیسکو فانسکو – جیم لوزانو – خارد بورگتی – آنتونیو نیلسون – کواوتموک بلانکو – لوئیس هرناندز – گونزالس